# 桑特区
桑特区（法語：Arrondissement de Saintes）是法国滨海夏朗德省所辖的一个区。总面积1320.4平方公里，总人口116443，人口密度88人/平方公里（2017年）。主要城镇为桑特。

## 辖区
桑特区辖有88个市镇。